# Capital Cities
"Capital cities" er også det engelske udtryk, der betyder "hovedstæder(ne)".
Capital Cities er et indiepopband fra Los Angeles, California, grundlagt i 2008 af Ryan Merchant og Sebu Simonian. Capital Cities er bedst kendt for deres singler "Safe and Sound" og "Kangaroo Court".

## Diskografi

### Album
- In a Tidal Wave of Mystery

### Singler
- "Safe and Sound"
- "Kangaroo Court"